# Pandalus borealis
El camarón boreal o nórdico (Pandalus borealis) es una especie de crustáceo decápodo de la familia Pandalidae que habita las zonas frías del Atlántico y el Pacífico.

## Distribución
P. borealis vive a profundidades de 20 a 1330 m, normalmente en lechos lodosos, en aguas con temperatura de 2 a 14 °C. La subespecie P. b. borealis se distribuye desde la costa oriental de Nueva Inglaterra, Canadá al sur y el este de Groenlandia, Islandia, Svalbard, Noruega y el mar del Norte. En el Pacífico, P. b. eous se halla en Japón, en el mar de Ojotsk, el estrecho de Bering, y hacia el sur de Norteamérica hasta el estado de Washington.

## Fisiología
Pueden vivir hasta 8 años y alcanzar un tamaño de 120 mm, mientras las hembras pueden llegar a 165 mm de largo.
Estos camarones son hermafroditas. Pueden iniciar como machos, pero después de los dos años los testículos se convierten en ovarios y completan su vida como hembras.

## Emparentamiento
Está emparentado con la especie Pandalus platyceros.

## Utilización por el hombre

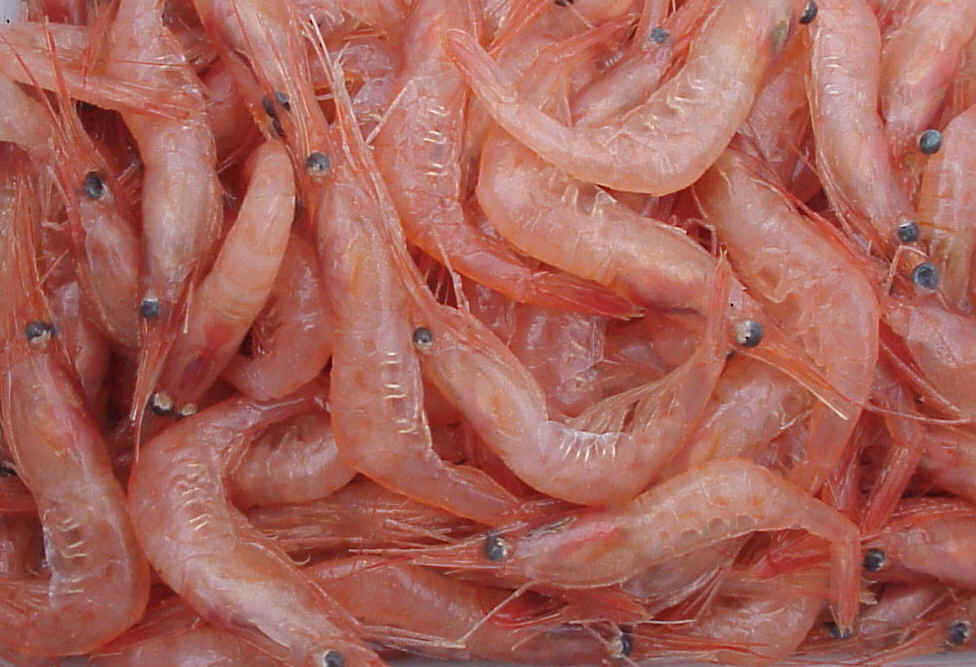
Un grupo de P. borealis

P. borealis es una fuente importante de alimento. Desde principios del siglo XX se captura en Noruega y posteriormente se implementó en otros países.
Una enzima usada en biología molecular, la fosfatasa alcalina de camarón (SAP), se obtiene de Pandalus borealis. El caparazón de la especie es fuente de quitosano, un compuesto químico muy versátil usado en diferentes aplicaciones, como tratamiento para detener la hemorragia en heridas sangrantes, filtrar el vino o mejorar el suelo en la agricultura ecológica.

### Regulación
El camarón boreal tiene un ciclo de vida corto, lo que contribuye a una población variable sobre una base anual. Sin embargo, la especie no se considera sobreexplotada debido a la gran monto reportado y la alta cantidad recolectada.
En Canadá las capturas anuales se limitan a un total de 164.000 toneladas (2008). La captura en Canadá inició en la década de 1980 y se extendió en la década de 1990.